# PROBA
PROBA (PRoject for On-Board Autonomy) és un minisatèl·lit de demostració tecnològica de l'Agència Espacial Europea. Té una massa de només 94 kg i va ser llançat el 22 d'octubre de 2001 com a càrrega addicional a bord d'un coet PSLV que portava com a satèl·lits principals al BIRD i al TES. Va ser posat en una òrbita de 553 per 676 km.
Porta un detector de radiació, un espectròmetre infraroig, un detector d'impactes, dues càmeres (CHRIS i HRC) i un processador experimental per dur a terme experiments de navegació i control autònom de la nau. Té forma de caixa amb unes mesures de 40x60x80 cm i obté la seva energia de cèl·lules solars adossades a la seva superfície.
Va ser construït per Verheart en Bèlgica i utilitza el bus MiniSIL desenvolupat per l'empresa britànica SI. El centre de control està a Bèlgica.

## Missions
Hi ha quatre satèl·lits en el projecte:
1. PROBA-1: fou llançat el 22 d'octubre de 2001 a l'Índia i s'ha utilitzat per a l'observació de la Terra.[1]
2. PROBA-2: fou llançat el 2 de novembre de 2009 juntament amb el satèl·lit SMOS al Cosmòdrom de Plessetsk[2]
3. PROBA-V: per l'observació de la vegetació (d'aquí la -V en el nom), està programat per ser llançat a mitjan 2013[3]
4. PROBA-3: són un parell de satèl·lits destinats a circular a poca distància entrells. El llançament està previst al voltant del 2015-2016[4]